# پندلتن ۷۱۶۵
سیارک ۷۱۶۵ (به انگلیسی: 7165 Pendleton، نامگذاری:1985RH) هفت هزار و صد و شصت و پنجمین سیارک کشف شده‌است که در ۱۴ سپتامبر ۱۹۸۵ کشف شد.
قدر مطلق سیارک برابر ۱۳٫۰۰ است.